# Kohtla-Nõmme
Kohtla-Nõmme é um município rural estoniano localizado na região de Ida-Virumaa.